# 永井建子
永井建子（日语：／ Nagai Kenshi，1865年10月27日—1940年3月13日）是日本陸軍軍人、一等陸軍樂長、作曲家。曾於1895年參與威海衞之戰。創作過《元寇》、《雪之進軍》、《步兵的本領》等著名日本軍歌。也製作過許多歌劇、歌曲、校歌。

## 生平
1865年10月27日，永井建子出生於廣島縣佐伯郡石内村(今佐伯區五日市町)，其父親永井紐太郎經營著寺子屋。母親為久里。永井建子為家中次男。
1878年，永井以軍樂學徒進入教導團。2年後以優異成績畢業，分配到陸軍樂隊。
1886年，永井與寺西良結婚。
1894年，永井作為第二軍司令部附屬軍樂隊隊員參加甲午戰爭。於威海衛之戰期間根據作戰創作出《雪之進軍》。
1902年，永井赴法國留學，成為里昂軍團軍樂隊的成員，並致力於音樂研究。從法國回國後，擔任陸軍戶山學校軍樂團音樂教官。
1909年，永井被任命為一等陸軍樂長（在軍樂隊少校職位設立前，一等陸軍樂長是軍樂隊中的最高軍階）。
1910年，永井率領部下35人赴倫敦。 世博會主席向永井頒發了優秀獎，並授予永井紀念銀指揮杖。12月回國。亞瑟王子為表彰他在音樂方面的成就，贈送了一塊銀牌。
1915年，永井被調任預備役後，擔任為軍樂教師。之後辭去教師，轉任帝國劇埸西樂部長。在關東大地震後辭去職務，定居於廣島市古田町古江（今西區古江）。
1940年3月13日，永井建子去世，享年74歲。

## 主要作品
- 元寇
- 雪之進軍
- 小楠公
  - 黑龙江的流血
  - 步兵的本領
- 廣島市歌（第二代）[3]
- 拓殖大學校歌[4]
- 早稻田實業學院校歌
- 豐國學園校歌
- 大谷大學校歌

## 榮譽

### 位階
- 1900年05月31日 - 從七位[5]
- 1908年07月21日 - 正七位[6]
- 1913年09月22日 - 從六位[7]
- 1915年10月12日 - 正六位[8]

### 勳章
- 1892年12月12日 -  勳八等瑞寶章[9]
- 1895年12月18日 -  勳七等青色桐葉章[10]
- 1906年12月11日 -  勲五等双光旭日章[11]

## 紀念
臼山八幡神社境內，設立永井建子紀念碑與出生地紀念碑。